# Kionophyton pyramidalis
Kionophyton pyramidalis är en orkidéart som först beskrevs av John Lindley, och fick sitt nu gällande namn av Leslie Andrew Garay. Kionophyton pyramidalis ingår i släktet Kionophyton och familjen orkidéer. Inga underarter finns listade i Catalogue of Life.